# Баржа
Баржата (или шлепът) е плоскодънен плавателен съд, построен и предназначен предимно за речен и канален транспорт и използван за превоз на сухи и течни товари по вода. Могат да бъдат стоманени, стоманобетонни или дървени.
Според задвижването си биват 2 основни вида: несамоходна баржа – без двигател, и самоходна баржа – с двигател. Несамоходните баржи са задвижвани от друг плавателен съд, наречен съответно: влекач (буксир) – който ги тегли (след себе си), или тласкач – който ги тласка (пред себе си).
За речни превози се използват баржи с товароподемност до 9200 тона, а за морски превози – с товароподемност до 16 500 тона. Баржите се обединяват в състави с обем до 40 000 куб. м.